# Snaith
Snaith – miasto w Anglii, w hrabstwie East Riding of Yorkshire. Leży 47 km na zachód od miasta Hull i 250 km na północ od Londynu.